# Тамбовский троллейбус
Тамбовский троллейбус — система троллейбусного транспорта города Тамбов. Эксплуатация открыта 5 ноября 1955 года. Первая очередь состояла из трёх маршрутов.

## История

### Первые годы
В конце 1954 года по инициативе руководителей города и при их активной поддержке началось строительство троллейбусного хозяйства. Крайне важный объект для города строил Тамбовстрой по методу народной стройки, с привлечением средств и людей с промышленных предприятий и организаций города. В течение восьми месяцев было построено троллейбусное депо на 25 машин, возведена тяговая подстанция на 1800 кВт, три диспетчерских пункта, контактная сеть протяжённостью 17,2 км.
Пока велось строительство троллейбусной базы, в июне 1955 года в Казань была направлена группа из 28 человек для учёбы на водителей троллейбуса. После успешного окончания учёбы эта группа вернулась в Тамбов 28 октября 1955 года. В конце октября 1955 года в Тамбов пришла первая партия троллейбусов — 10 единиц МТБ-82Д.
Через год после пуска троллейбуса, 7 ноября 1956 года вошел в строй действующий маршрут № 4. «Депо — Динамо» через Центральный рынок. Протяженность маршрута составила — 8,9 км.
В 1956 году на линию выходило 20 единиц подвижного состава. За первый год работы троллейбус перевез 1,8 млн пассажиров при населении города 150 тысяч человек.
В 1957 году маршрут № 3 был продлен до Химкомбината, его протяжённость возросла на 1,3 км. 3 ноября 1959 года была принята в эксплуатацию троллейбусная линия по маршруту № 5, от железнодорожного вокзала до Гортопа. В строительстве этого маршрута активное участие принимали комсомольцы и молодёжь троллейбусного управления. 15 ноября 1961 года началось движение по маршруту № 6 от Динамо до ул. Маяковского.
В 1963 году маршрут № 1 продлили до завода «Аппарат». В 1966 году маршрут № 5 удлиняется до Химкомбината. 6 ноября 1968 года было открыто движение по маршруту № 8, который связал Динамо с ТЭЦ.
В 1970 году маршрут № 6 был продлён от ул. Подгорной до Бульвара Энтузиастов. С 1973 года управление троллейбуса перешло на бескондукторное обслуживание пассажиров. 1 декабря 1974 года началось движение электротранспорта по Бульвару Энтузиастов. Примерно в этот период были расширены производственные площади депо№ 1, были построены дополнительные помещения, что позволило увеличить ремонтную базу в 3 раза — до 75 машин. В 1977 году было внедрено бескассовое обслуживание пассажиров. В 1978 году произведены работы по реконструкции контактной сети по ул. Интернациональной, а в 1979 году по ул. Советской и Комсомольской площади. 23 февраля 1980 года открывается движение от Бульвара Энтузиастов до ул. Магистральной. Протяженность контактной сети составила — 63,3 км. Введён в строй новый диспетчерский пункт «Магистральная». В 1980 году за высокие показатели в труде Управлению Тамбовского троллейбуса присуждается 3 место в республиканском соревновании.

### Развитие в 1980-х
В 1980-х годах были проложены линии в западную часть города, что позволило открыть ещё несколько маршрутов и второе депо.
В 1983 году были закончены монтажные и строительные работы на подстанциях № 6, 7, 8. В этот же период вводится в действие контактная сеть от Центрального рынка в западную часть города через новый путепровод. 6 февраля 1984 года открылось движение троллейбусов по маршруту № 7, что позволило связать троллейбусным сообщением западный район города с северным микрорайоном. В том же году вступает в эксплуатацию маршрут № 13, связавший Обувную фабрику с Динамо. 1 сентября сданы в эксплуатацию маршруты № 11 и 12, соединив ул. Районную с производственным объединением Пигмент. В конце 1985 года было сдано в эксплуатацию депо № 2 на 100 троллейбусов. К этому времени мощность 8 подстанции составила 15000 кВт, а протяжённость контактной сети увеличилась до 79,6 км. В 1986 году протяженность контактной сети достигла 86,6 км, а количество маршрутов — 15.
В 1987 году сдана в эксплуатацию подстанция № 9. В 1988 году закончено строительство подстанции № 10. Количество маршрутов возросло до 16. Контактная сеть продляется от завода «Октябрь» до Полынковского кладбища, суммарная протяжённость сети возросла до 97,6 км. В 1989 году принят в эксплуатацию диспетчерский пункт «Бастионная». В том же году заканчивается строительство контактной сети по ул. Антонова-Овсеенко до ДРСУ-1, что позволило открыть новый маршрут № 17 от Динамо до ДРСУ — 1 и маршрут № 20, связавший железнодорожный вокзал с ДРСУ-1.
Были планы по постройке троллейбусного депо № 3 и ввода маршрутов до аэропорта «Тамбов», в посёлок Строитель, в Пригородный лес и на левый берег реки Цны.
На пике своего развития Тамбовский троллейбус имел 20 маршрутов, около 200 троллейбусов в инвентаре, располагавшихся в двух троллейбусных депо и почти 100 километров контактной сети по всему городу, заходившей в самые отдаленные на тот момент уголки города.

### Сокращение с 1990-х
До 1990 года сеть стабильно росла, количество маршрутов увеличивалось. В 1990 году была открыта линия на ул. Антонова-Овсеенко (Астраханской). С тех пор новых линий практически не строилось, не считая переноса направления юг-север с ул. Красной на ул. Носовскую. Не было открыто и новых маршрутов, не считая маршрута 15, который несколько раз менялся и в итоге был закрыт окончательно. Также были закрыты маршруты А, К и 4. Тем не менее, благодаря оставшимся маршрутам, до 2010 года троллейбус оставался одним из основных видов транспорта в городе.
После этого, ввиду резкого сокращения численности троллейбусов в парке и падения востребованности некоторых маршрутов, покрытие сети существенно сократилось. Поставка новых машин от производителей ЗАО «ТролЗа» и ООО «Транс-Альфа» не смогла изменить ситуацию к лучшему — уже в 2011—2012 гг. в работе ЭТ г. Тамбова наступил заметный регресс. В 2013 году прекратили своё существование маршруты № 7 и 13, а в период с 2011 по 2013 годы было списано 19 машин.
В 2008 году троллейбусный маршрут № 17 объединён с маршрутом № 8м «ТЭЦ — МЖК».
С 2009 года завершилась эксплуатация троллейбусов особо большой вместимости из-за строительства подземного перехода на Советской.
Следующим этапом стала оптимизация маршрутной сети, в ходе которой маршруты № 11 и 12 были объединены под № 11 и впервые за долгое время был открыт новый маршрут — «Пигмент» — ТГТУ, получивший номер 4. В 2016 году маршруты № 11 и 14 переведены на обслуживание автобусами. В то же время можно было наблюдать и обратную ситуацию — автобусный маршрут № 70 стал обслуживаться также и троллейбусами.
В 2018 году в связи с ремонтом моста через реку Студенец было запрещено движение общественного транспорта по ул. Базарной. Ввиду невозможности пустить троллейбусный маршрут № 6 в объезд, он был закрыт.
В итоге, второе десятилетие 21 века стало наименее благоприятным для системы.
В 2020 году были закрыты маршруты № 1, 4, 8, 8М. Маршруты № 10, 20 и 70 переведены на обслуживание автобусами на газомоторном топливе.

Карта маршрутов Тамбовского троллейбуса (2020—2022)

С января 2022 года обслуживается автобусами маршрут № 9 (9т). В городе остается один единственный троллейбусный маршрут №5 Ж/Д Вокзал - ПАО Пигмент ( по улице Московская).
В октябре-ноябре 2022 года была срезана и выставлена на торги контактная сеть по улице Авиационной до Полынковского кладбища.
10 мая 2025 года, начат демонтаж контактной сети на Моршанском шоссе, из-за обветшания. Возвращение сети, предположительно на декабрь 2025, по февраль 2026.

С 07.07.2025 года в городе Тамбове навсегда было прекращено движение троллейбусов по троллейбусному маршруту №3 Ж/Д Вокзал - Пигмент (по улице Чичканова) после закрытия троллейбусного маршрута №3 в городе Тамбове остался только лишь один единственный троллейбусный маршрут №5 Ж/Д Вокзал - Пигмент (по улице Московской) причиной закрытия троллейбусного маршрута №3 в городе Тамбове был назван малый пассажиропоток в связи с чем его нерентабельность

## Официальная организация
Эксплуатацию троллейбусной сети осуществляет МУП «Тамбовгортранс» на улице Чичканова, директор Ярцев Игорь Александрович). Второе троллейбусное депо работало в 1985—1995 годах. Планов по переведению ОТ в депо 2 нет, сейчас там располагается аптечный склад. По состоянию на 2023 год на балансе МУП «Тамбовгортранс» находятся 12 единиц электрического подвижного состава, из которых 8 (7) находятся в рабочем состоянии и обслуживают два маршрута. Также предприятие эксплуатирует автобусы марок: ЛиАЗ, МАЗ , НЕФАЗ и Волгабас .

## Маршруты
В Тамбове эксплуатируется один единственный троллейбусный маршрут №5 Ж/Д Вокзал — ПАО Пигмент (по улице Московской). Стоимость проезда составляет 29 рублей наличным расчётом и 27 рублей безналичным расчётом.
| Маршрут | Путь следования                                   | Выпуск   | Интервал движения                                     |
| ------- | ------------------------------------------------- | -------- | ----------------------------------------------------- |
| 5       | ПАО Пигмент — Ж/д вокзал (через улицу Московскую) | 3 машины | 15-24 минуты в часы пик, 32-60 минут в вечернее время |

- Закрытые и ранее существовавшие маршруты:

| Маршрут | Путь следования                                                                                             | Когда отменён/почему отменён |
| ------- | --- | --- |
| 1       | Динамо — Магистральная (через улицу Советскую)                                                              | В 2020 году в связи с оптимизацией парка. |
| 2       | Динамо — Ж/д вокзал                                                                                         | В 2000-е годы. |
| 3       | ПАО Пигмент — Ж/д вокзал (через улицу Чичканова)                                                            | Движение троллейбусов по маршруту №3 в городе Тамбове было навсегда прекращено с понедельника 07.07.2025 года, причиной закрытия троллейбусного маршрута №3 в городе Тамбове был назван малый пассажиропоток в связи с чем его нерентабельность |
| 4       | Динамо — ПАО Пигмент, также МЖК-Пигмент                                                                     | Из-за ремонтных работ по ул. Базарной в начале 1990-х. |
| 4*      | Пигмент — ТГТУ — Пигмент (по улице Советской, обратно от ТГТУ через улицу Мичуринскую) — кольцевой маршрут. | Отменён в связи оптимизацией парка в 2020 году. |
| 6       | Динамо — Магистральная (через улицу Мичуринскую)                                                            | Закрыт в связи с ремонтом автомобильного моста по ул. Базарной в 2018 году ввиду невозможности пустить маршрут № 6 в объезд. |
| 7       | Магистральная — Полынковское кладбище                                                                       | Работал в дни массовых посещений кладбищ, окончательно закрыт в 2013 году. |
| 8       | ТЭЦ — Динамо                                                                                                | Отменен в связи с оптимизацией парка в 2020 году. |
| 8 м     | ТЭЦ — МЖК                                                                                                   | В связи с отключением питающих кабелей в районе Динамо-МЖК в 2020 году ходил по маршруту 8в «ТЭЦ — Ж/д вокзал», затем был отменен в сентябре 2020 года.                                                                                         |
| 9       | ПАО Пигмент — Магистральная                                                                                 | В связи с ремонтом подстанции № 4 маршрут «временно» переведён на автобусы большой вместимости 24 января 2022 года. |
| 10      | ТЭЦ — Магистральная                                                                                         | В связи с ремонтными работами питающих кабелей по Моршанскому шоссе «временно» переведён на автобусы большой вместимости в 2020 году. |
| 11      | ПАО Пигмент — Районная (через улицу Московскую)                                                             | В связи с оптимизацией парка переведён на автобусы большой вместимости в 2016 году. |
| 12      | ПАО Пигмент — Районная (через улицу Чичканова)                                                              | Закрыт в связи с объединением с маршрутом № 11, который стал ходить с улицы Районная до ПАО Пигмент по Московской и обратно к улице Районной через улицу Чичканова в 2014—2015 году.                                                            |
| 13      | Динамо — Школа № 25 — Полынковское кладбище                                                                 | Закрыт в 2013 году в связи с оптимизацией парка. |
| 14      | ТЭЦ — Районная                                                                                              | Закрыт в связи с оптимизацией парка в 2016 году. |
| 15      | МЖК — Полынковское кладбище                                                                                 | Существовал непродолжительное время в начале 1990-х и был отменен в результате ремонтных работ по улице Базарной вместе с маршрутом № 4, после окончания работ проработал недолго и был закрыт вследствие нерентабельности.                     |
| 17      | МЖК — Динамо                                                                                                | Осуществлял несколько рейсов в сутки, затем в связи с оптимизацией парка в конце 2000-х был объединен с маршрутом № 8 м. |
| 20      | МЖК — Ж/д вокзал (через улицу Базарную)                                                                     | Был закрыт в связи с оптимизацией парка в 2020 году и переведён на автобусы большой вместимости в 2020 году. |
| 70      | МЖК — ПАО Пигмент (по Советской через улицу Московскую)                                                     | Автобусно-троллейбусный маршрут, так же был закрыт в связи с оптимизацией парка и переведён на автобусы в 2020 году. |

Так же, существовали отменённые маршруты с буквенной литерой:
- Маршрут А (впоследствии ставший троллейбусом № 16) — следовал по маршруту: со стадиона Динамо по Советской до ПАО Пигмент через улицу Чичканова — работал в часы пик.
- Маршрут К (кольцевой) — первый вариант последнего троллейбуса № 4* следовал по маршруту: Магистральная — Мичуринская — Бульвар Энтузиастов — Советская — Чичканова — Мичуринская — Магистральная.

## Список троллейбусов
В Тамбове эксплуатируются троллейбусы:
- ЗиУ-682Г-016.04, № 1029, 1031 (ожидает списания), 1033 (ожидает списания), 1039, 1042, 1043 (ожидает списания), 1048 (временно не эксплуатируется), 1050 (временно не эксплуатируется).

- ТролЗа-5275.07 «Оптима», № 1055, № 1056 (ожидает списания).
- ТролЗа-5275.03 «Оптима», № 1057, 1058.

В 2009—2010 годах на маршруты вышли 8 новых троллейбусов марки ВМЗ-5298.01 «Авангард» от компании «Транс Альфа». Два из них сгорели в 2011 и 2013 годах, остальные постепенно были списаны в период с 2015 по 2019 год.
Модели, выведенные из эксплуатации: МТБ-82 (выведены из эксплуатации к началу 1970-х годов), ЗиУ-5 (выведены из эксплуатации к началу 1980-х годов), ЗиУ-682В (выведены из эксплуатации в конце 2010-х), ЗиУ-683В01 (троллейбусы особо большого класса, эксплуатировались с 1992 по 2010 год), Тролза-5265.00 «Мегаполис»
(последняя выведена из эксплуатации в 2021 году), ВМЗ-5298.00 (ВМЗ-375, последняя выведена из эксплуатации в 2019 году), ВМЗ-5298.01 «Авангард» (последняя выведена из эксплуатации в 2020 году).